# Mannequin (1937)
Mannequin is een film uit 1937 onder regie van Frank Borzage. De film gaat over een dame uit de middenklasse die met een rijke man flirt om zijn geld, maar die spijt krijgt van haar aanvankelijke motieven wanneer ze ook daadwerkelijk verliefd op hem wordt.

## Rolverdeling
| Acteur        | Personage         |
| ------------- | ----------------- |
| Joan Crawford | Jessie Cassidy    |
| Spencer Tracy | John L. Hennessey |
| Alan Curtis   | Eddie Miller      |
| Ralph Morgan  | Briggs            |
| Leo Gorcey    | Clifford Cassidy  |